# All of the Above
All of the Above ist das erste Studioalbum der australischen Lobpreisband Hillsong United. Es wurde am 17. März 2007 veröffentlicht.

## Hintergrund
All of the Above war nach sieben veröffentlichten Livealben das erste Studioalbum von Hillsong United. Produzenten des Albums waren Darlene Zschech, James Rudder, Joel Houston, Michael Guy Chislett, Paul Mabury und Philomena Dooley.

## Titelliste
1. Point of Difference – 4:22
2. Break Free – 4:07
3. Desperate People – 5:29
4. Devotion – 5:59
5. Draw Me Closer (Interlude 1) – 1:26
6. Lead Me to the Cross – 4:18
7. Found – 6:02
8. Hosanna – 5:30
9. For All Who Are to Come (Interlude 2) – 3:37
10. Solution – 4:37
11. My Future Decided – 4:18
12. Never Let Me Go – 6:01
13. You – 5:03
14. Saviour King – 12:16

## Rezeption

### Kritik
Andree Farias von Allmusic beschrieb das Album als Gegensatz zu ihren Vorgängeralben Look to You und United We Stand, das Album sei nachdenklich und düster und fokussiere sich vor allem darauf, die Botschaft des Glaubens zu verbreiten. Er gab dem Album 4 von 5 Sternen. Laura Sproull von Jesus Freak Hideout gab dem Album ebenfalls vier Sterne, sie bezeichnete die Musik von Hillsong United als einzigartig, wünsche sich jedoch mehr Variation in deren Musik.

### Auszeichnungen
Das Album wurde für den Dove Award in der Kategorie Praise & Worship Album of the Year nominiert.

### Chartplatzierungen
All of the Above erreichte in den australischen Charts Platz sechs und war damit Hillsong Uniteds erstes Album in den Top Ten. In den Billboard 200 platzierte es sich auf Rang 60, zudem erreichte es in den USA als erstes ihrer Alben die Spitze der Top Christian Albums. In Neuseeland konnte sich das Album ebenfalls in den Charts platzieren.
| ChartsChartplatzierungen       | Höchstplatzierung | Wochen |
| ------------------------------ | ----------------- | ------ |
| Australien (ARIA)              | 6 (7 Wo.)         | 7      |
| Vereinigte Staaten (Billboard) | 60 (3 Wo.)        | 3      |